# Powerzone

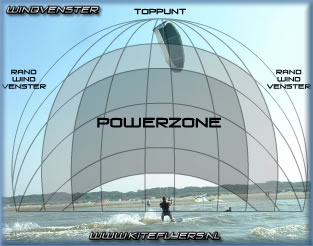
De verdeling van het windvenster.

De powerzone is voor vliegeraars het gebied waar de vlieger een maximale hoeveelheid kracht levert. De powerzone maakt deel uit van het windvenster.